# Un cœur à l'hameçon
Un cœur à l'hameçon (Reel Love) est un téléfilm américain réalisé par Brian K. Roberts, diffusé aux États-Unis en 2011.

## Synopsis
Holly, brillante avocate de Chicago, travaille avec son petit ami Karl. Alertée par son frère d'un malaise de Wade, leur père, elle part en urgence dans son village natal d'Alabama. Là, elle découvre que son père, pêcheur obsessionnel, est déjà reparti à ses hameçons. Elle retrouve avec bonheur son amie d'enfance Mary-Jo, réussit à faire la paix avec son père et se rapproche du séduisant Jay. Mais un jour, Karl vient la chercher...

## Fiche technique
- Titre original : Reel Love
- Réalisation : Brian K. Roberts
- Scénario : Sharon Weil
- Pays : États-Unis
- Durée : 120 min
- diffusion française : 24 avril 2012 + 16 février 2015 sur M6

## Distribution
- Burt Reynolds : Wade Whitman
- LeAnn Rimes : Holly Whitman
- Shawn Roberts : Jay
- Christian Potenza : Everett Whitman
- Benjamin Ayres : Bobby Calgrove
- Mary Ashton : Mary Jo Calgrove
- Tim Post : Bert Hay
- Neil Crone : Tom Hayes
- Jeff Roop : Karl Lindford